# 双渓文廟
双渓文廟（そうけいぶんびょう）は、中華人民共和国福建省寧徳市屏南県双渓鎮に位置する孔子廟。

## 歴史
清の乾隆元年（1736年）、屏南県知県沈锺により創建された。乾隆40年（1775年）、知県趙大賓が文廟を再建した。乾隆52年（1787年）、知県袁珖が文廟を修復する。
大躍進の時、文廟の左右の建物の多くが取り壊され、大成殿と崇聖祠の建物だけが残っていた。2005年、福建省人民政府は文廟を第六批福建省文物保護単位に認定した。

## 建築物
欞星門、泮池、大成殿、崇聖祠

## ギャラリー

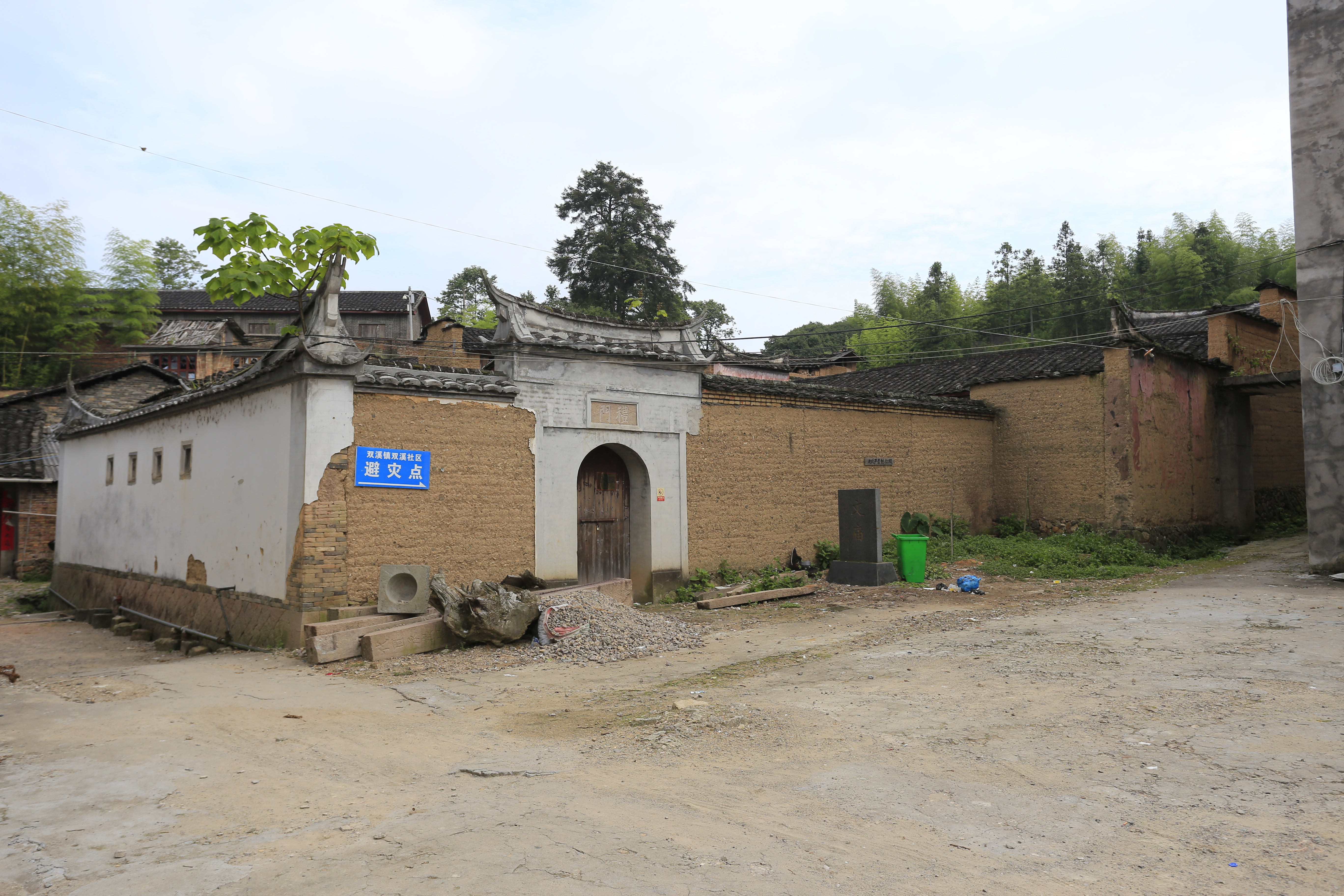
礼門、万仞宮墻
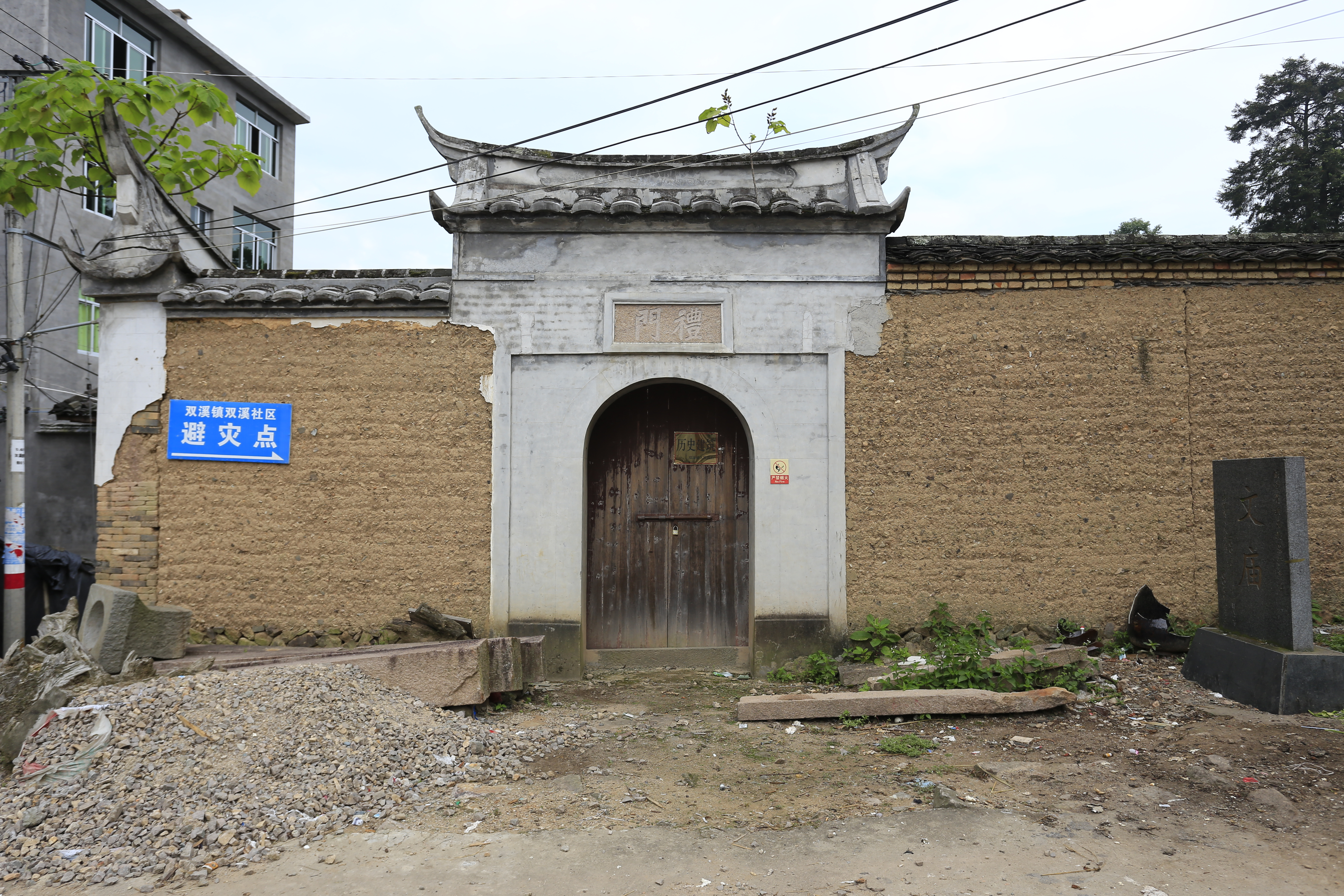
礼門
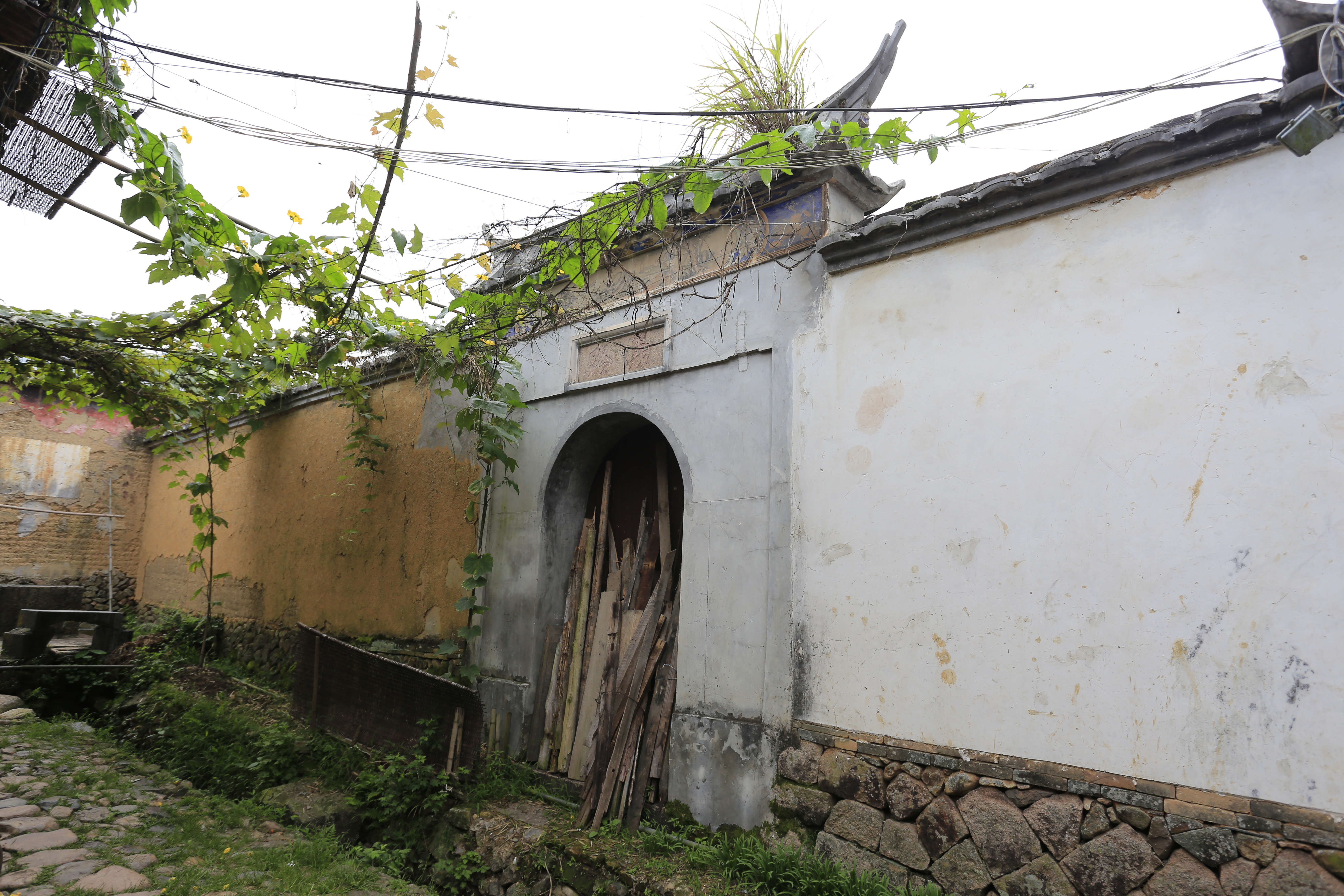
義路
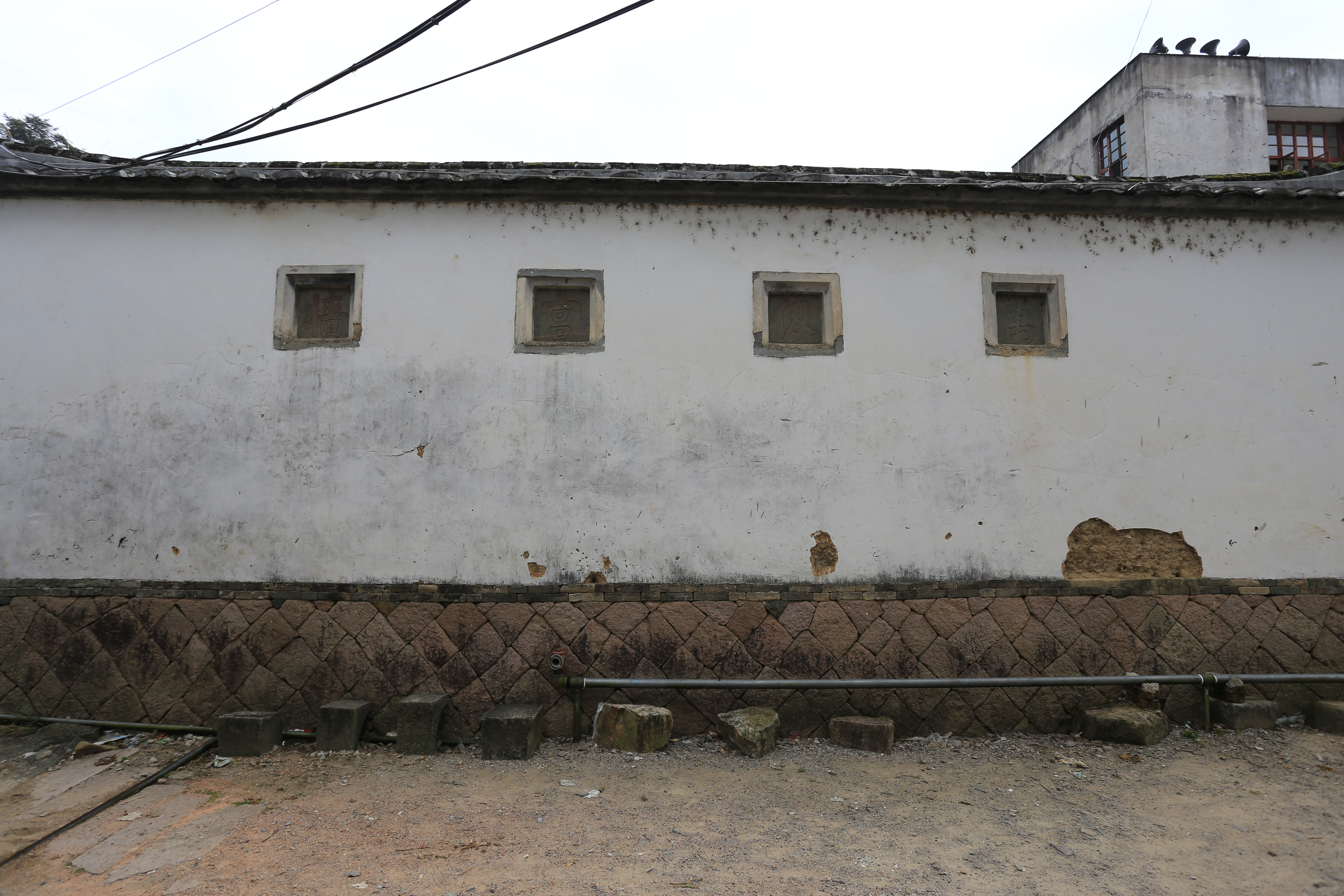
万仞宮墻
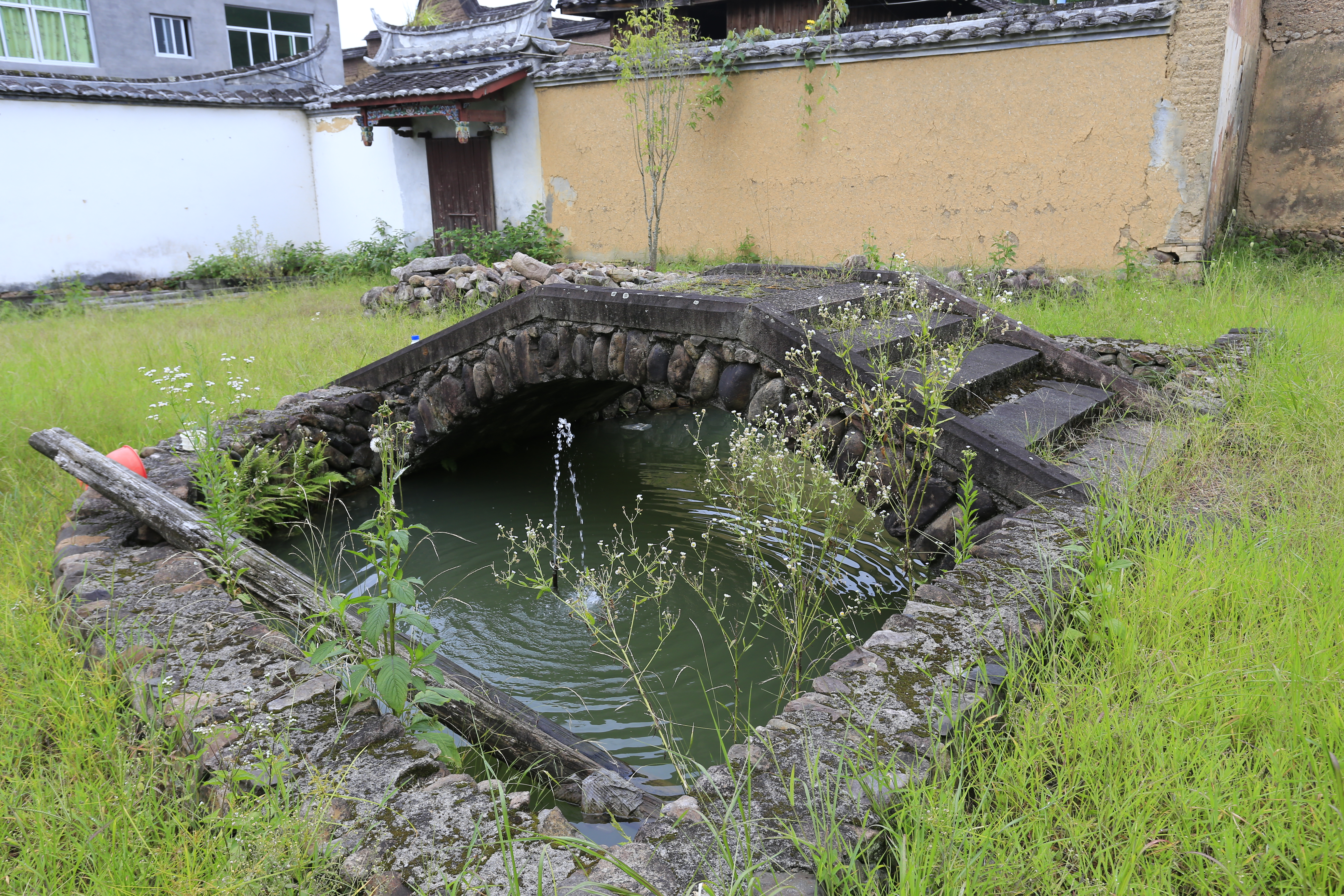
泮池
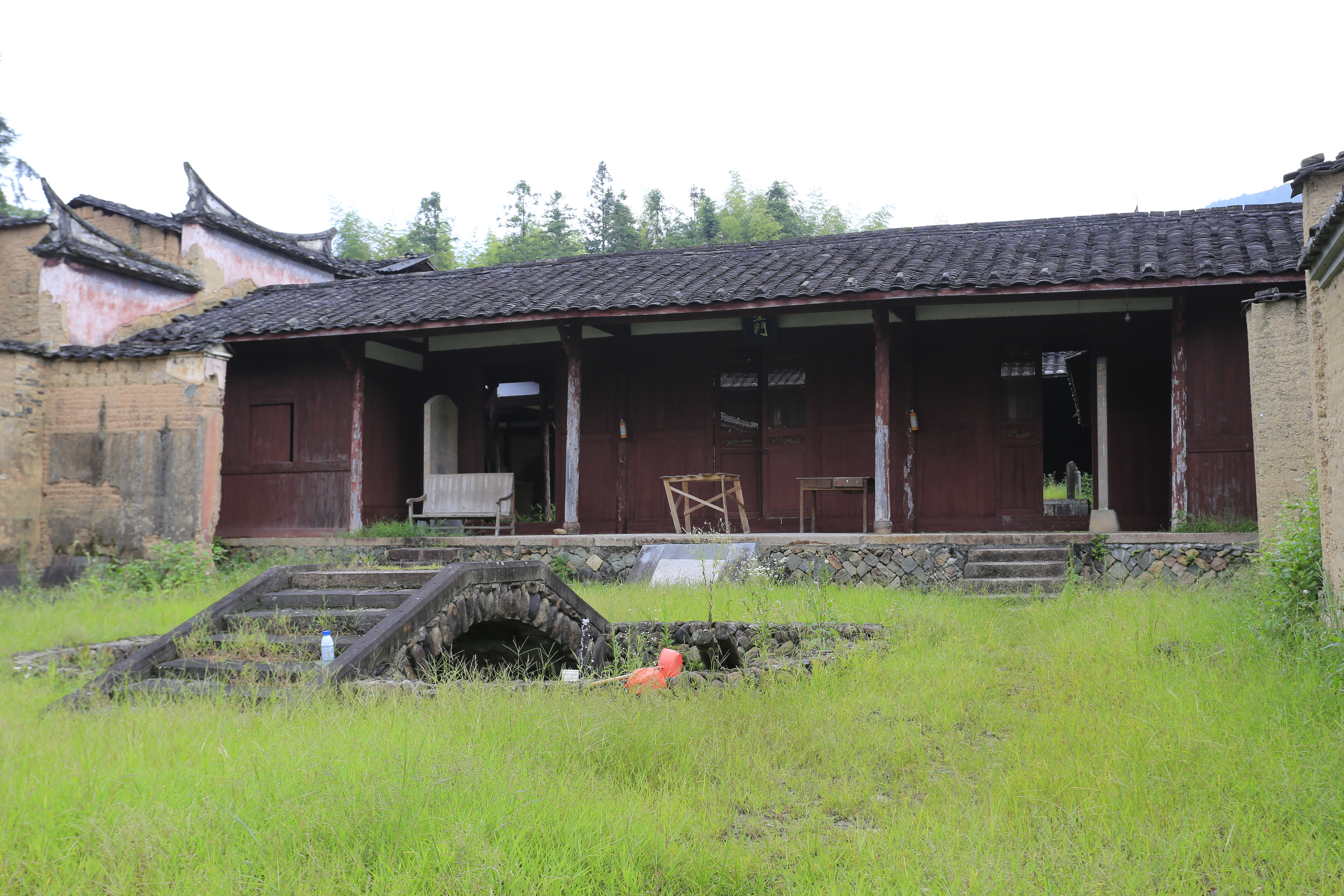
欞星門
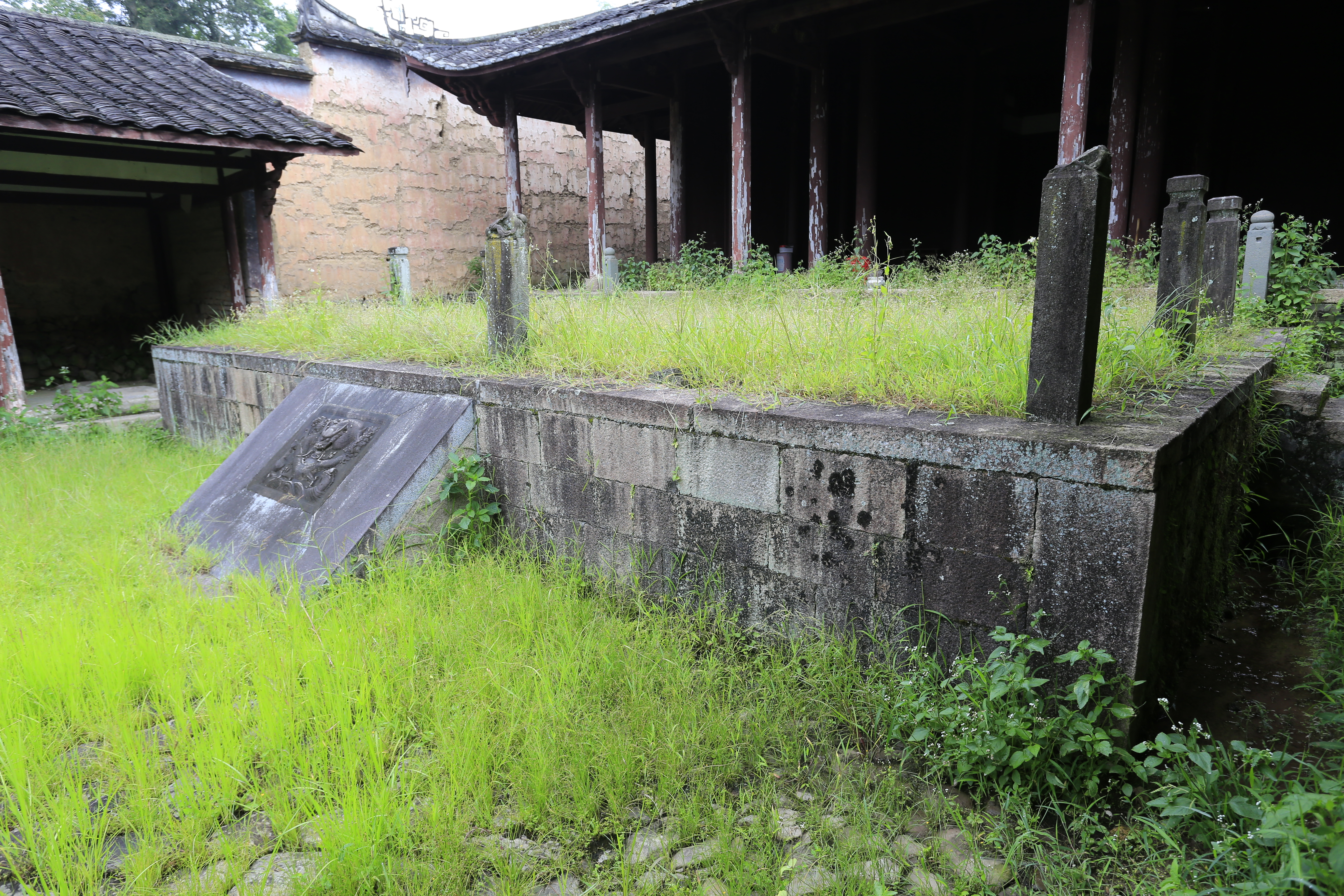
大成殿前の月台
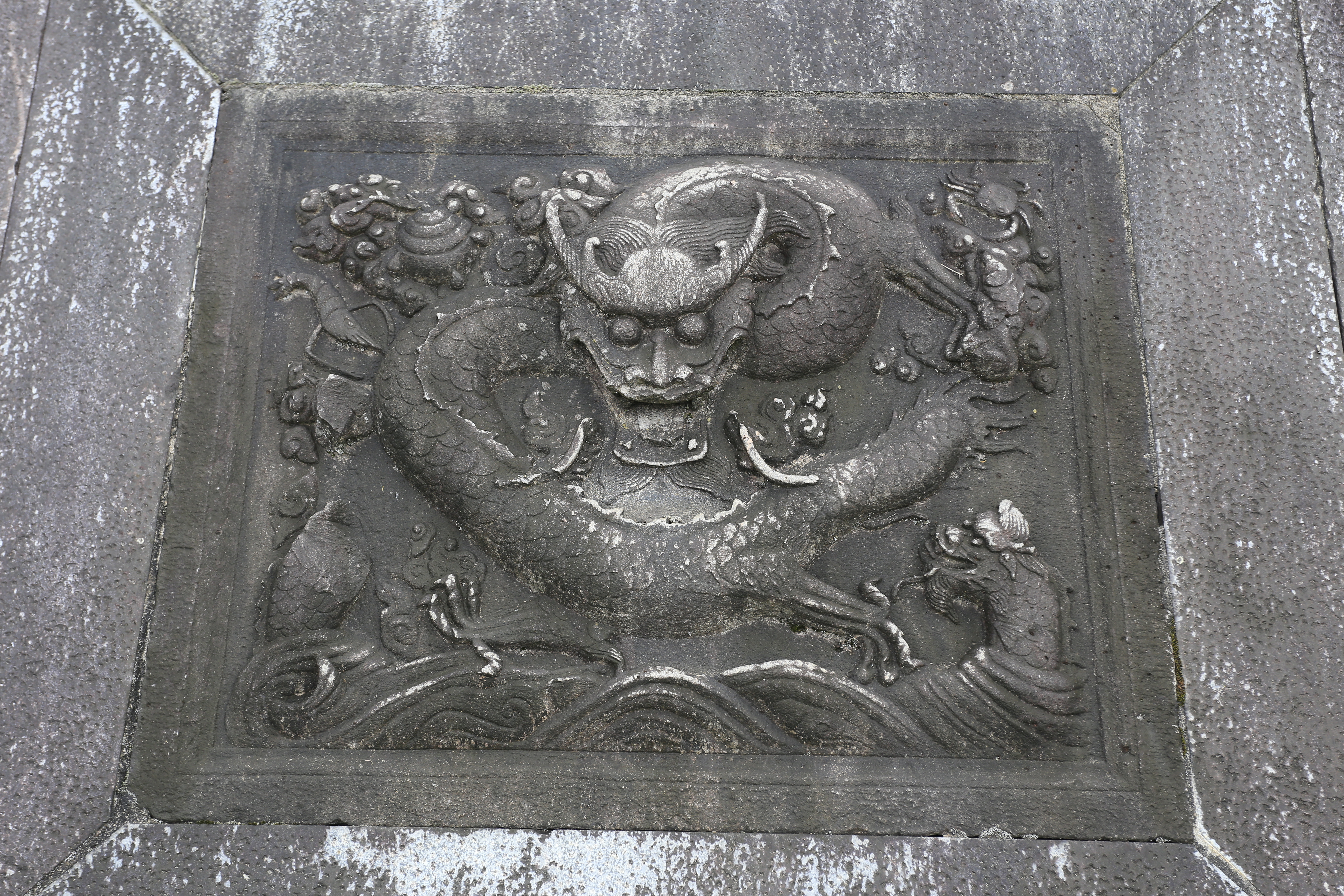
御道石刻
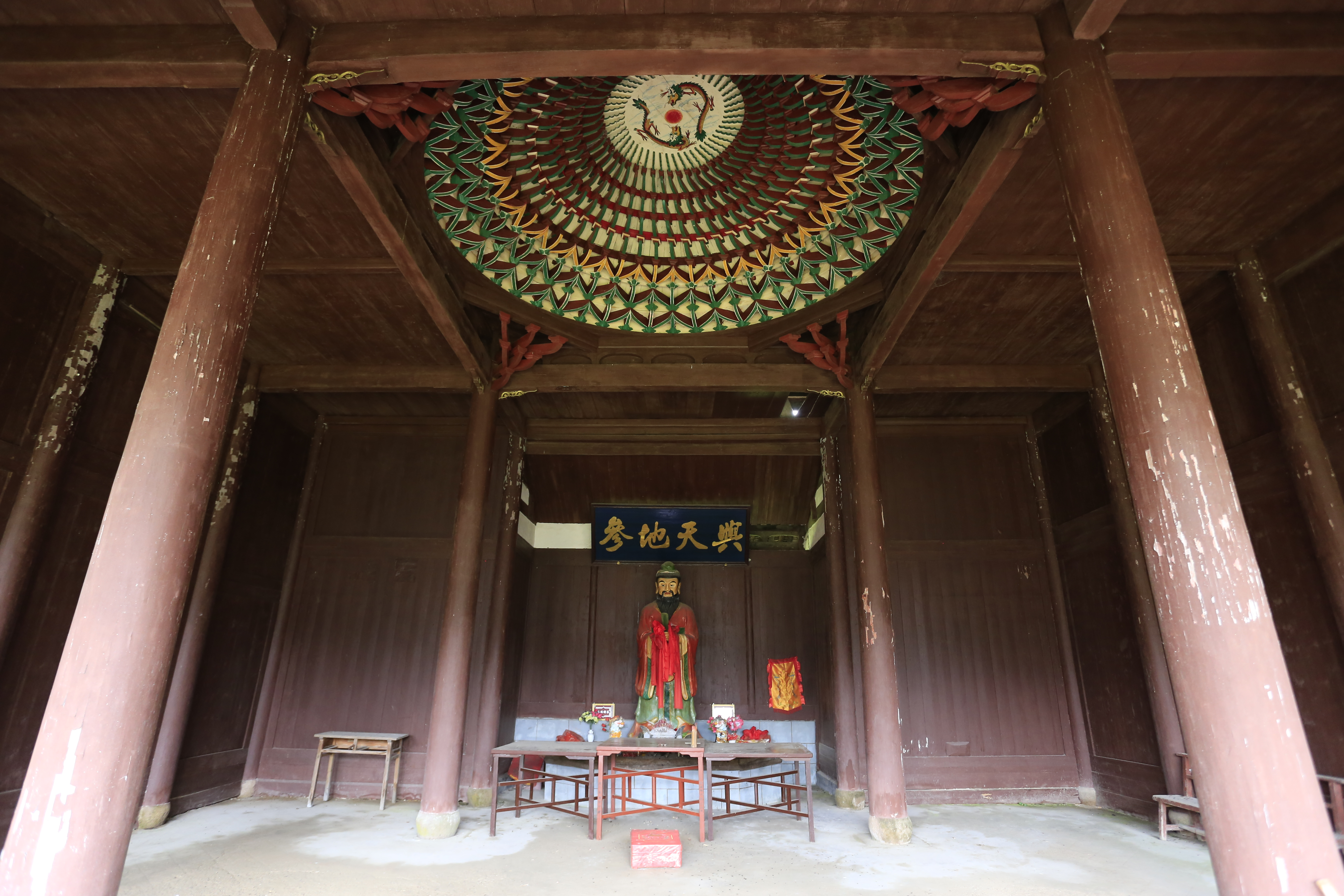
大成殿の内
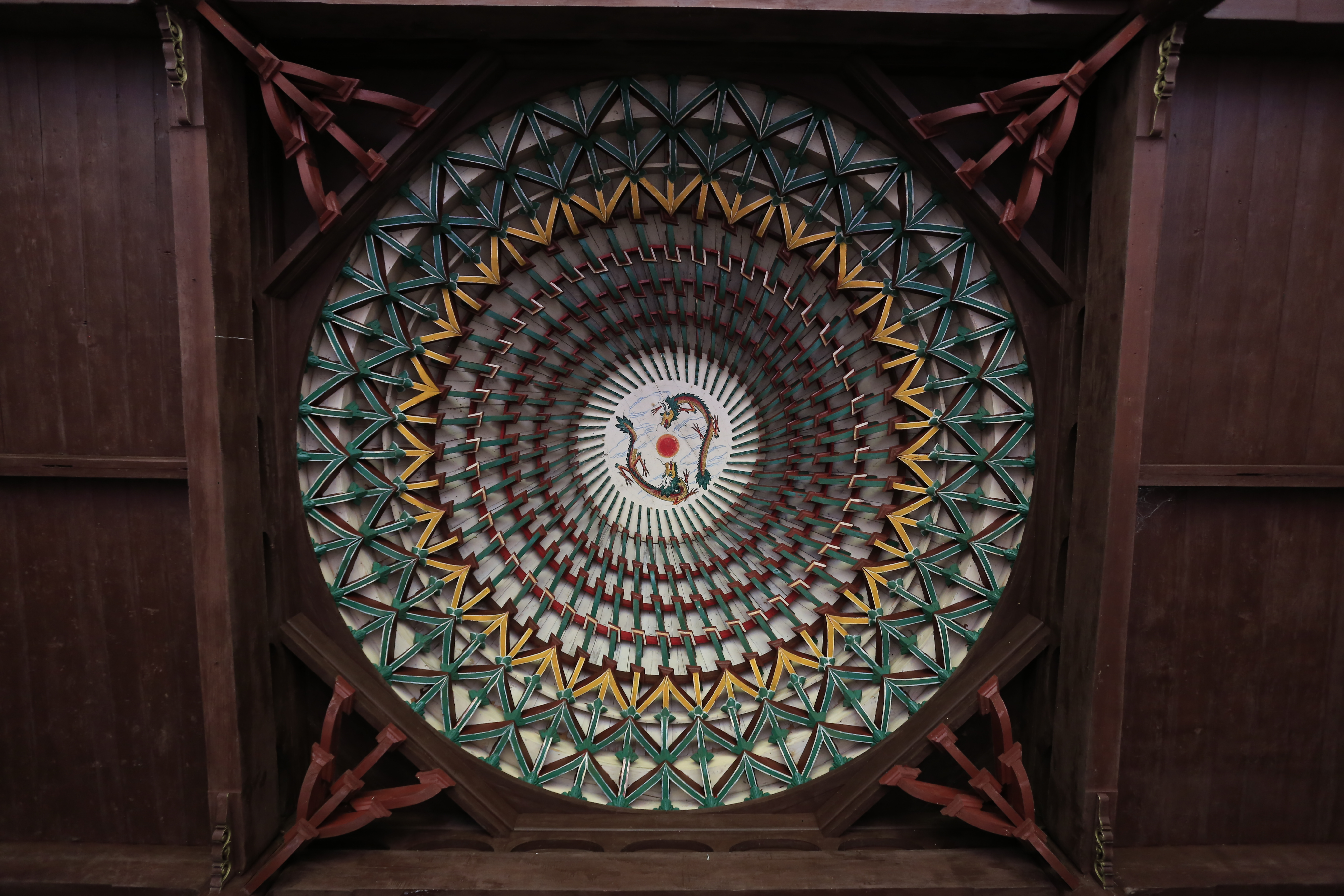
大成殿の藻井
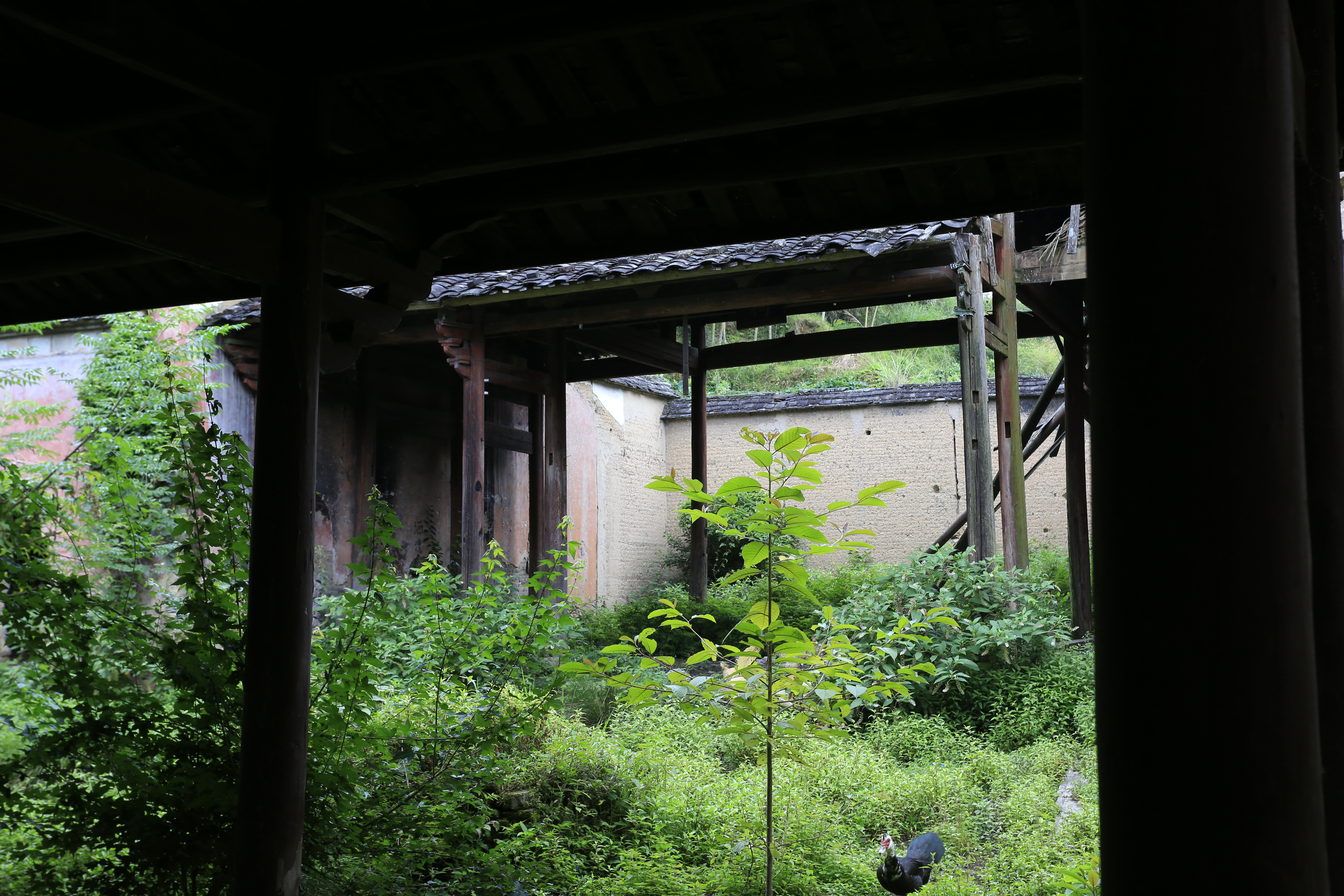
崇聖祠